# Ludwig Schaller (Politiker)
Ludwig Schaller (* 16. April 1930 in Bamberg; † 30. März 2009 in Bad Staffelstein) war ein deutscher Kommunalpolitiker (CSU). Er war von 1970 bis 1972 Landrat des ehemaligen Landkreises Staffelstein, von 1972 bis zum 12. Dezember 1981 stellvertretender Landrat des Landkreises Lichtenfels und schließlich vom 13. Dezember 1981 bis zum 14. Dezember 1993 Landrat des Landkreises Lichtenfels.
Bis zu seiner Wahl zum Landrat des damaligen Landkreises Staffelstein am 1. Mai 1970 war er nach der Schulausbildung 26 Jahre lang im Notardienst beim Notariat in Staffelstein tätig. Nach der Auflösung des Landkreises Staffelstein im Rahmen der Gebietsreform war er von Juli 1972 an stellvertretender Landrat des Landkreises Lichtenfels. Nach dem Tod seines Vorgängers Helmut G. Walther wurde Schaller am 13. Dezember 1981 zu seinem Nachfolger gewählt. Das Amt des Landrats des Landkreises Lichtenfels hatte Schaller bis zum 14. Dezember 1993 inne. Sein Nachfolger wurde Reinhard Leutner.
Schaller war auch Mitglied des Bezirkstages von Oberfranken (vom 15. Oktober 1978 bis zum 8. Oktober 1998).
Am 30. März 2009 starb Ludwig Schaller in Bad Staffelstein.

## Auszeichnungen
- 1985: Bundesverdienstkreuz am Bande
- 1992: Kommunale Verdienstmedaille in Silber
- 1994: Ehrenmedaille des Landkreises Lichtenfels